# Velkodvorská synagoga
Velkodvorská synagoga (německy Grossenhofsynagoge, Grosshofsynagoge nebo Grosshofschul; v jidiš גרויסהויףשול Grojshojfšíl; hebrejsky ב״כ חצר גדול Bejt knesset Chacor gadol) v Praze byla založena někdy za života Jakuba Baševiho z Treuenburku (1580 - 1634).
Jediné co je známo, že v roce 1627 koupil domy na místě zvaném „Velký dvůr“, od toho název synagogy. Stejně jako řada dalších synagog židovského ghetta i Velkodvorská synagoga byla zničena do základů při velkém, tzv. Francouzském požáru Prahy roku 1689. V roce 1708 byla znovu vystavěna. V roce 1754 opět vyhořela, ale záhy byla obnovena v původních proporcích. Roku 1854 je zmínka o opravách. V roce 1883 byla fasáda přestavěna v maurském slohu a na západě přistavěna další ženská galerie (původně byla pouze na jihu). V témže roce byla přestavěn aron ha-kodeš v novorenesančním stylu. Synagoga se nacházela na konci dnešní Pařížské ulice na místě dnešního prostranství před hotelem Intercontinental a byla zbourána při asanaci Josefova 20. května 1906. Zdejší minjan se úředně sloučil s členskou základnou dvou dalších josefovských synagog asanovaných ve stejném období — a dal tak vzniknout synagogálnímu spolku, posléze samostatné synagoze — Jubilejní synagoze v Jeruzalémské ulici na Novém Městě. Tato synagoga slouží Pražské židovské obci dodnes.